# Fahrzeugkunst in Südasien

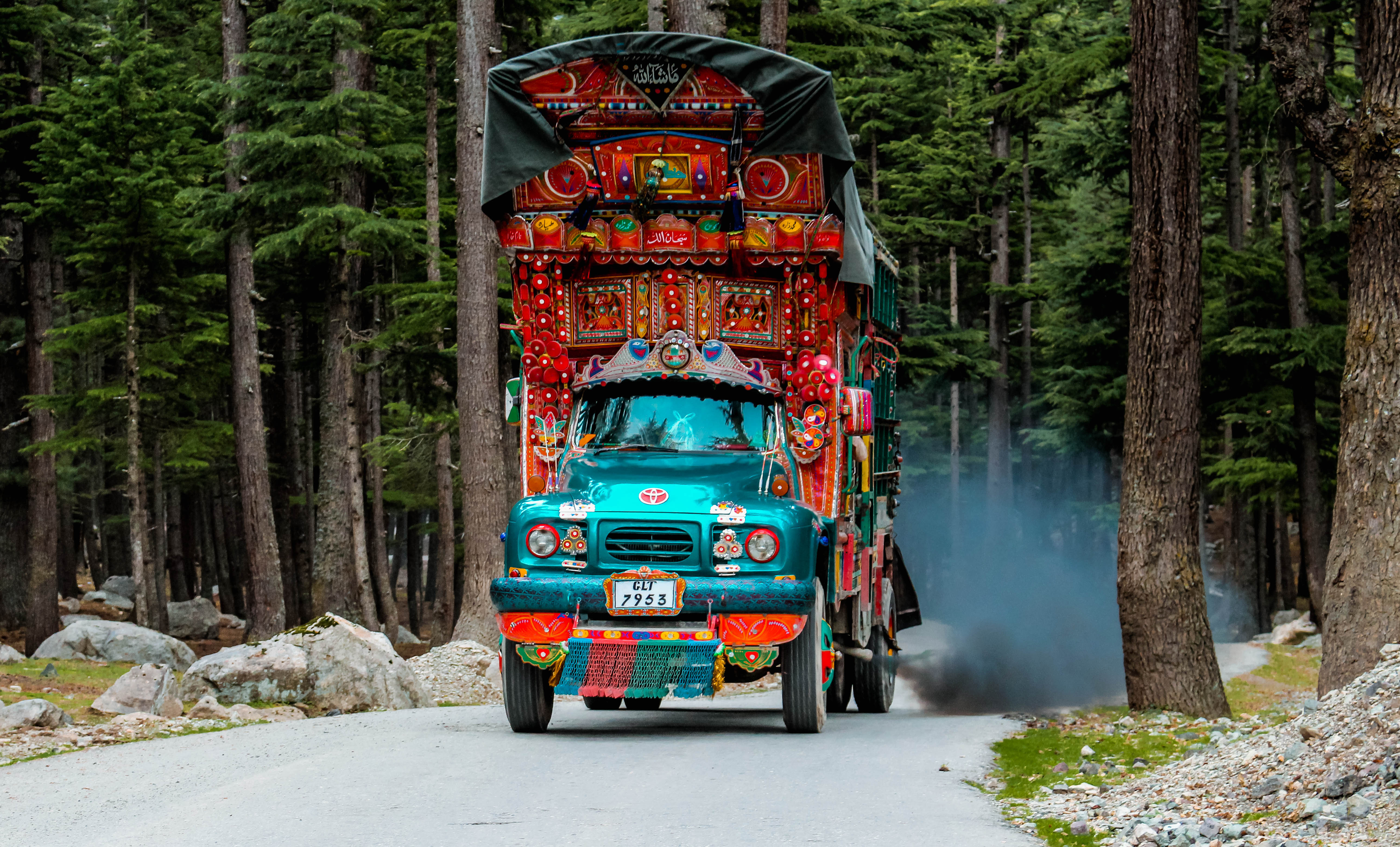
Verzierter LKW in Pakistan

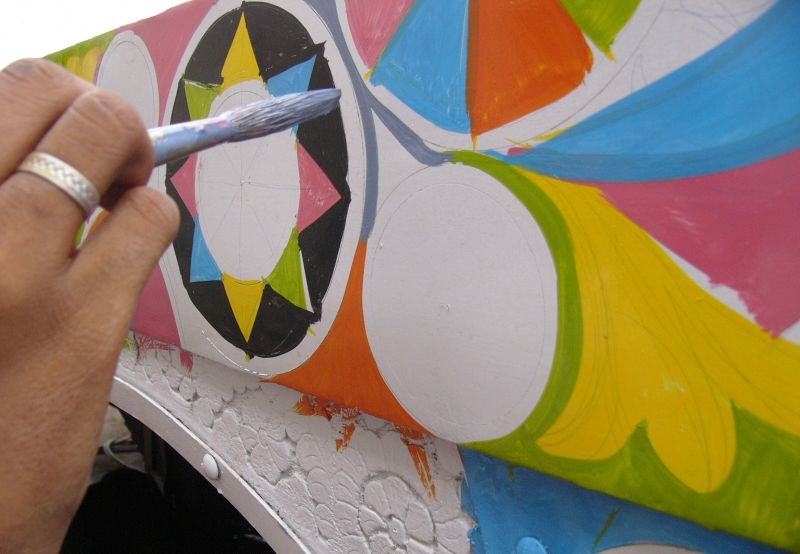
Bemalung eines Trucks in Pakistan

Fahrzeugkunst in Südasien findet man an Lastkraftwagen, Rikschas und Bussen in Pakistan, Indien, Bangladesch und Afghanistan. Die Fahrzeuge werden von Hand mit gegenständlicher und ornamentaler Malerei, Stoffen und Bändern, Plastiken und Anbauten in bunten Farben aufwendig verziert. Die Praxis geht auf Traditionen bis weit vor die Erfindung des Kraftfahrzeuges zurück. Die Ausschmückungen und Umbauten werden von Angehörigen eigener Berufsgruppen ausgeführt.

## Geschichte

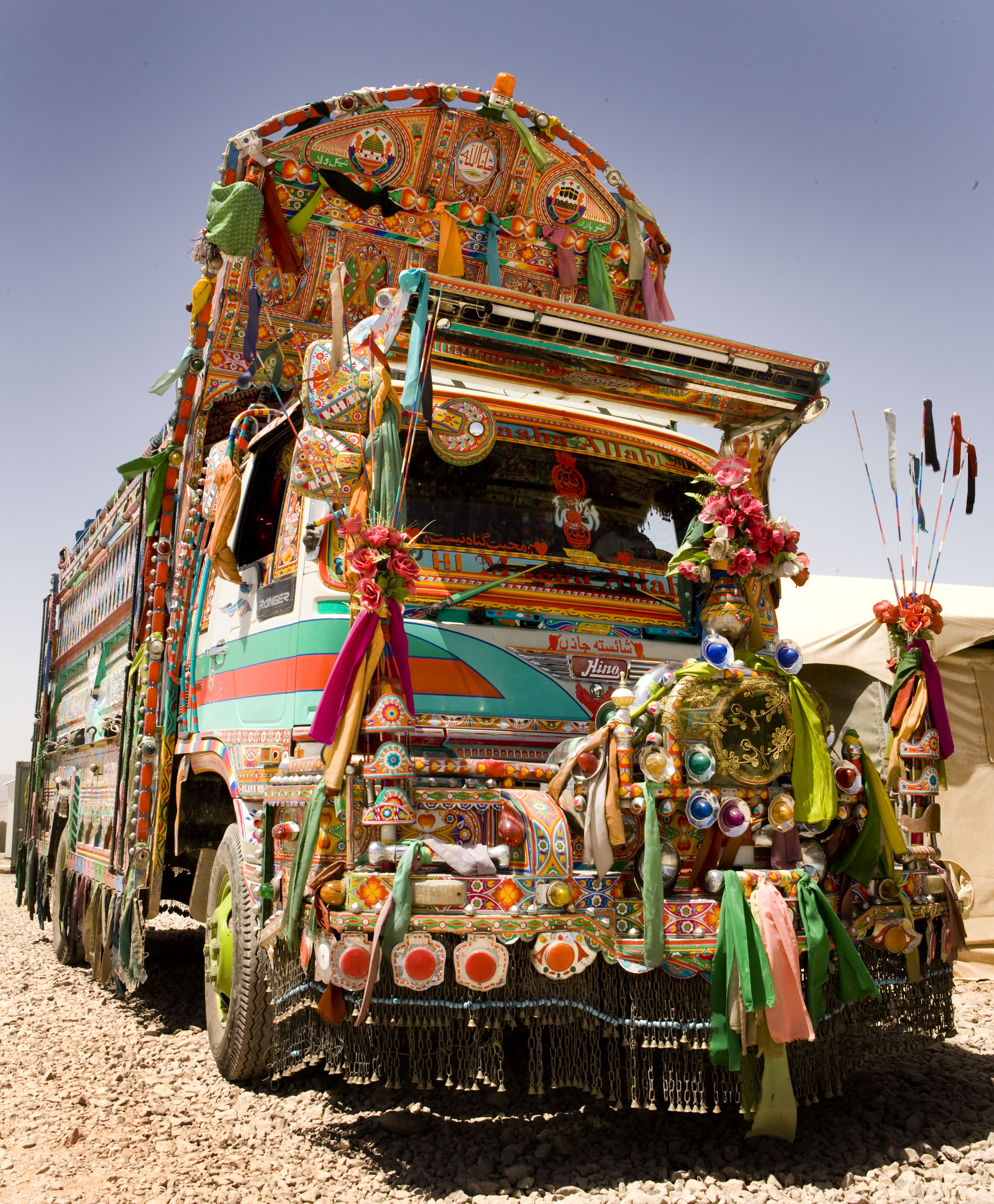
LKW in Afghanistan

Schmuck und Verzierungen an Transportmitteln wohlhabender und adliger Benutzer in Südasien wurden ursprünglich an Sänften und Vergnügungsschiffen, aber auch am Geschirr von Transporttieren wie Eseln und Kamelen angebracht. Letztere werden noch heute vielfach mit bunten Glöckchen, Halsbändern und Plüschquasten geschmückt.
Die Übertragung derartiger Verzierungen auf Kraftfahrzeuge begann in der Mitte des 20. Jahrhunderts. In den 1950er Jahren entwickelte sich ein überregionales Transportwesen mit Lastkraftwagen, wodurch deren Besitzer es zu einigem Wohlstand brachten und bestrebt waren, ihre Fahrzeuge im Wettbewerb sichtbar zu platzieren. Dafür bot sich deren Aufrüstung mit fest angebrachtem Schmuck und Verzierungen an. Etwa zur gleichen Zeit begann man in Bangladesch mit der Verzierung von Fahrrad-Rikschas, die mit aufwändigen bunten Ranken, Schriftmalereien, bemalten Plastikhauben oder Textilapplikationen bestückt wurden. Die Ausweitung auf motorisierte Autorikschas folgte in den 1970er Jahren. In Afghanistan sind geschmückte LKWs insbesondere im Grenzverkehr mit Pakistan verbreitet, woher der Fahrzeugschmuck in der Regel auch stammt. Unter der Herrschaft der Taliban waren die Ausschmückungen weitgehend auf geometrische Muster und kalligraphische Designs beschränkt, da nach deren Islamverständnis Abbildungen von Menschen und Tieren nicht erlaubt sind.

## Pakistan
Der Ursprung pakistanischer Fahrzeugkunst liegt in Rawalpindi, wobei heute auch in anderen Orten Kunsthandwerker entsprechende Dienste anbieten. Auch Karatschi wird als Metropole der in Pakistan verbreiteten LKW-Verzierungen genannt. Typischerweise arbeiten ein Meister und mehrere Helfer an einem Fahrzeug. Es handelt sich um einen Männerberuf, was der verbreiteten Geschlechtertrennung im pakistanischen Berufsleben entspricht. Verziert werden meist Lastkraftwagen, als Bus genutzte LKWs und echte Omnibusse.
Die Designs der Fahrzeuge haben sich seit den 1950er Jahren von einzelnen schmückenden Elementen hin zu einer Ausdehnung auf alle Oberflächen des Fahrzeuges weiterentwickelt. Verbreitet sind heute friesartig gemalte und übereinander platzierte Streifen auf dem Fahrzeug, die etwa Fische, Vögel oder geometrische Figuren darstellen. Überlagert werden diese von gerahmten Bildszenen oder kunstvoll kalligraphierten frommen Sprüchen wie beispielsweise „Bete um Vergebung Deiner Sünden, bevor Du diese Reise beginnst“ oder „Dies könnte Deine letzte Reise sein“. Inspiration für die Designs liefern häufig preiswerte Bildkalender oder Illustrationen von Büchern der islamischen Kunst.

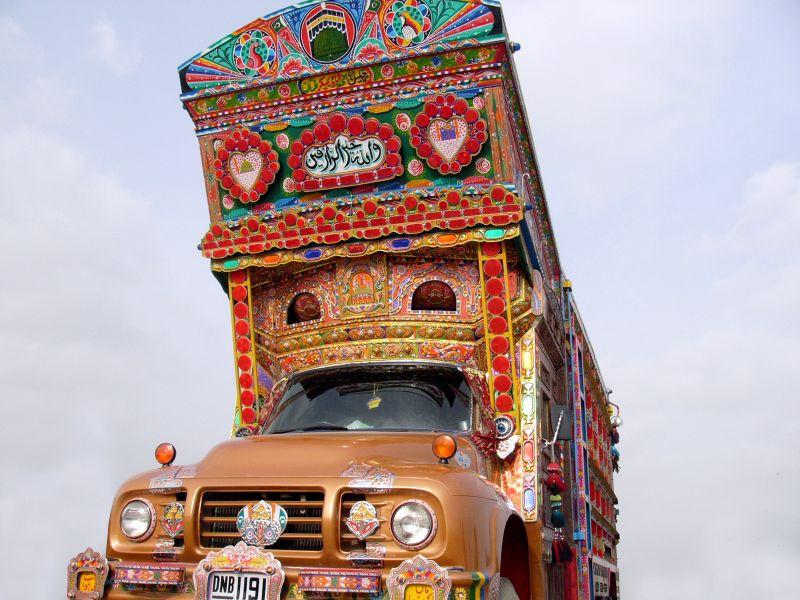
„Krone“ eines pakistanischen LKWs über der Fahrerkabine

Ein typisches Schmuckelement bei Lastwagen ist eine imposante, über der Fahrerkabine konstruierte und über die Haube reichende „Krone“ (taj), welche die originale Kabinenhöhe des Fahrzeuges leicht verdoppelt. Sie liefert eine große Fläche für farbige Darstellungen. Aufgemalt oder plastiziert finden sich hier geometrische, florale oder pfauenartige Motive, dazu aufwändig eingerahmte Symbole mit Sprichwörtern oder Koranversen in der Mitte der Krone, oft drapiert mit textilen Schals. Unter dem vorderen Stoßfänger hängen oft bunte, dicht aufgereihte Ketten, welche die Frontfläche optisch noch vergrößern.
Auch an den Seiten der Wagen und an der Heckfläche finden sich tafel- und medaillonartige Elemente mit bunten Mustern und Darstellungen, die zu einem opulenten Gesamtbild beitragen.
In Pakistan gebaut oder an pakistanische Modelle angelehnt sind auch verzierte Lastwagen aus Afghanistan, wie sie vor allem in grenzüberschreitenden Verkehr zwischen den beiden Staaten eingesetzt werden. In Folge ist deren Bauart sehr ähnlich, wobei die Kronen im Durchschnitt niedriger ausfallen als bei den pakistanischen Modellen. Auch reduzierte sich unter dem Einfluss der Taliban das Motivspektrum auf den Wagen, da unter ihnen das Bilderverbot im Islam durchgesetzt wurde.

## Indien

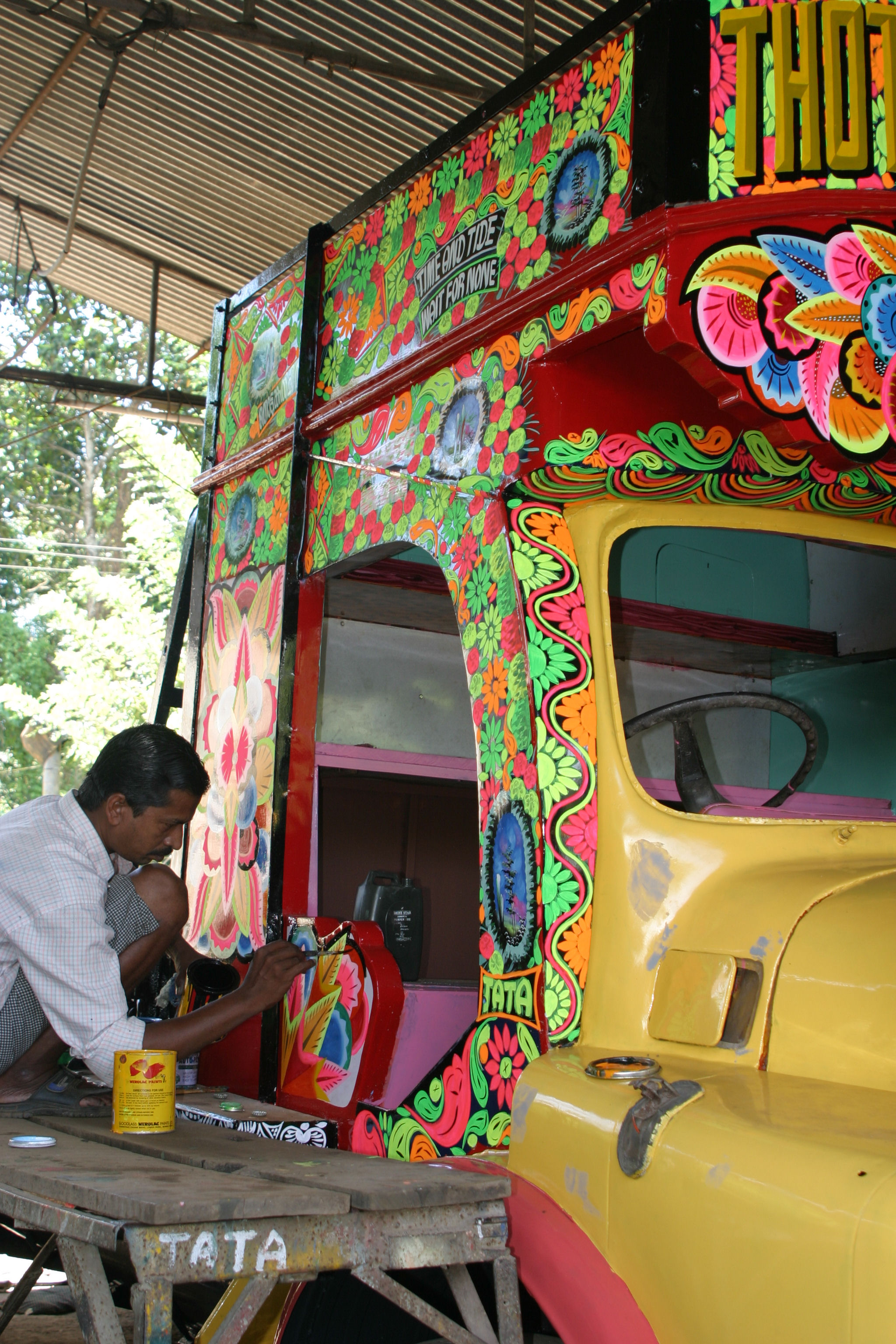
Ein LKW in Indien wird bemalt

Auch in Indien bestehen Traditionen, LKW und Autorikschas zu schmücken. Dabei wird die Opulenz der Fahrzeugkunst in Bangladesch oder Pakistan nicht erreicht, und es bestehen auch größere regionale Unterschiede. Einen Schwerpunkt der Schmückung von LKW bildet der Bundesstaat Kerala, wo an den Fahrzeugen farbenfrohe Tafeln mit Schnitzarbeiten an den Rändern an Girlanden aus Blumen und Vögeln erinnern. Über der Fahrerkabine wird eine solche Tafel als Schild angebracht, auf dem in Englisch oder in Malayalam ein dem Fahrzeug zugewiesener Name zu lesen ist. Die Haube wird manchmal mit Augen bemalt, der Stoßfänger zur Vertreibung von Bösem mit einer Dämonenmaske behangen. Blumenmotive auf dem Blech aufgemalt sind ebenso anzutreffen wie großformatige Bilder etwa der Gottheit Ganesha oder der Anlage Taj Mahal.

## Bangladesch

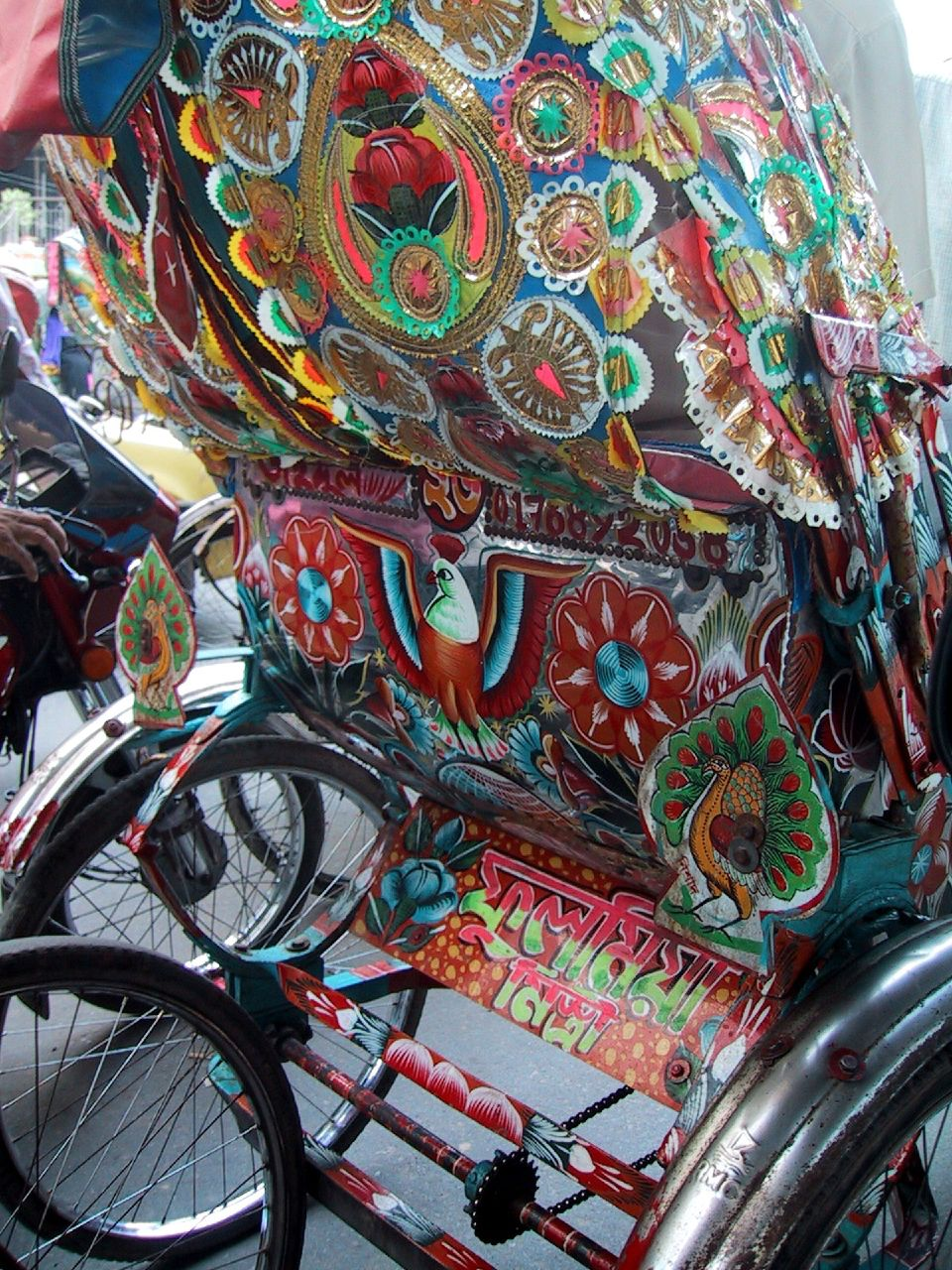
Dekorierte Fahrradrikscha in Bangladesch

In Bangladesch liegt der Schwerpunkt der Fahrzeugverzierungen beim Personentransport. Seit Mitte der 1950er Jahre werden vor allem Fahrradrikschas, seit den 1970er Jahren auch die motorisierten Autorikschas verziert und optisch aufgewertet. Dabei werden die Malereien von Riksha-Künstlern (Shilpakars) entworfen und aufgebracht während Riksha-Kunsthandwerker (Mistris) plastische Dekorationen anfertigen und verzierte Rikshas im Kundenauftrag zusammenbauen. Die Fertigkeiten und Kenntnisse werden autodidaktisch oder durch Lernen bei Meistern ihres Fachs vermittelt. Auch in Bangladesch gilt die Fahrzeugdekoration als Männerberuf, allerdings helfen Frauen in Familienbetrieben mit, und seit dem auslaufenden 20. Jahrhundert eröffneten vereinzelte Frauen auch eigene Betriebe in der Branche.
Wesentliches Gestaltungselement bei Rikshas ist das Heck des Fahrzeuges mit einer Bildtafel, die zwischen den Hinterrädern hängt und als Chobi bezeichnet wird. Früher meist handbemalt finden heute vermehrt digitale Fotodrucke Verwendung, Oft werden bestimmte Themen mit städtischen, dörflichen, artistischen, historischen oder von Filmen inspirierten Motiven dargestellt. Weitere Schmuckelemente sind handgenähte Faltdächer der Rikschas, die sich schirmähnlich öffnen und schließen lassen, und die mit farbigen Medaillons in Pfauen-Optik bestückt sind. Die Gestaltung der Hauben weist häufig einen regionalen Bezug auf. Der Sockel des Passagiersitzes wird von glänzenden Nagelköpfen eingerahmt und ist ebenfalls reich dekoriert, beispielsweise mit Vogeldarstellungen oder Bildern von Filmstars. Armlehnen, Trittbretter, Fahrersitze und Gestänge des Fahrzeuges werden auch üppig mit Malereien, Kunststoffapplikationen, angebrachten Vasen mit künstlichen Blumen und anderem Kunsthandwerk dekoriert.
Die Fahrzeuge frommer Muslime sind an fehlender oder reduzierter Dekoration erkennbar, auch hier liegt die Ursache im islamischen Bilderverbot.

## Adaptionen
Stil und Bildersprache südasiatischer Kunst am Fahrzeug wurden unter anderem im Bereich der Mode, aber auch direkt an einzelnen Fahrzeugen auf anderen Kontinenten übernommen. Die italienische Modemarke Dolce & Gabbana nutzte bemalte motorisierte Dreiräder in Mailand während einer Werbekampagne im Jahr 2015. Oft werden entsprechende Muster im Bereich der Damenmode übernommen, Adaptionen in der Herrenmode sind dagegen selten.

Zu den Commonwealth Games 2006 im australischen Melbourne wurde eine Straßenbahn innen und außen zur „Karachi to Melbourne Tram“ umgestaltet. Als Künstler dafür wurde der bekannte LKW-Maler Nusrat Iqbal aus Pakistan engagiert, der auch einen Bus in London und zwei Rikschas in den Vereinigten Staaten gestaltete. Seit dem 19. Juni 2015 befindet sich die Bahn im Melbourner Straßenbahnmuseum.

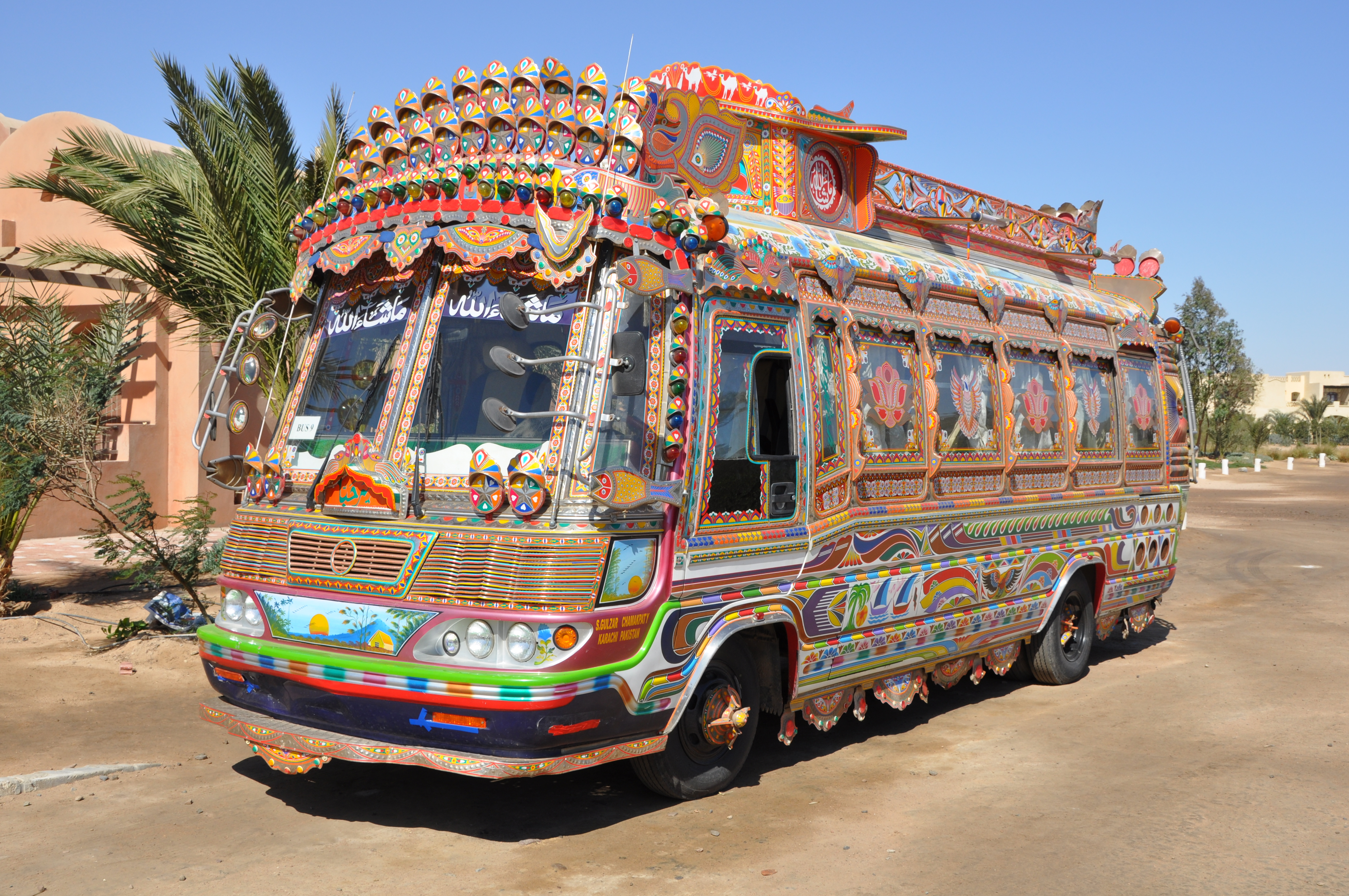
Ägyptischer Bus, im pakistanischen Stil umgebaut
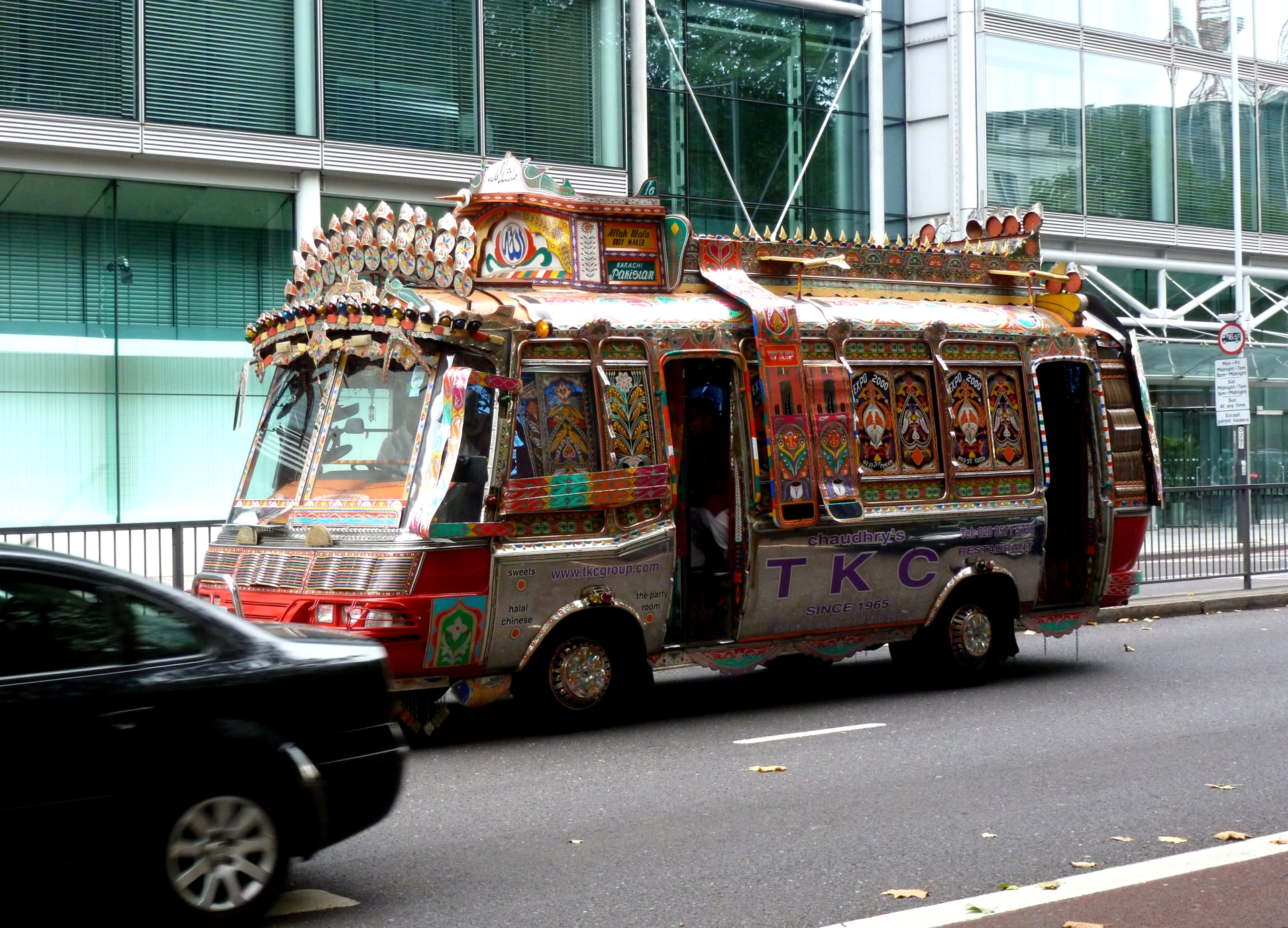
Im pakistanischen Stil dekorierter Bus als Werbeträger in London
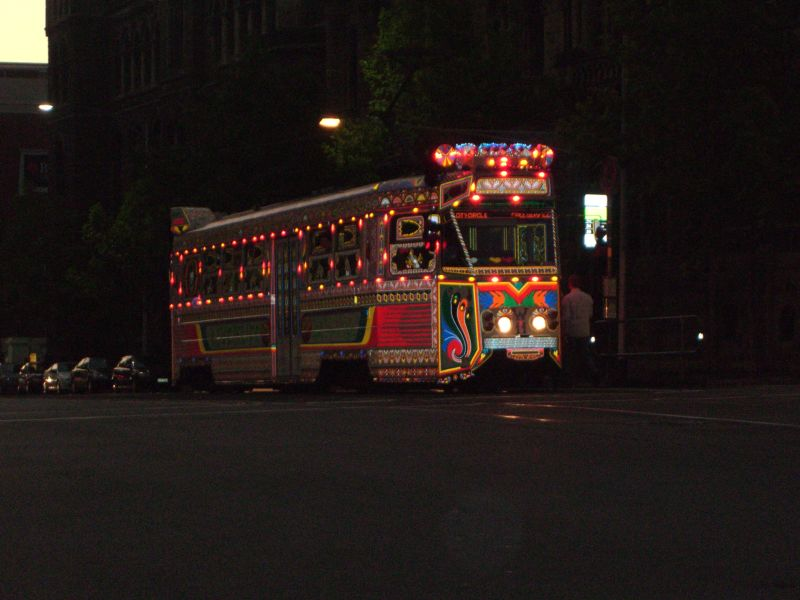
„Karachi-Tram“ in Melbourne, Australien
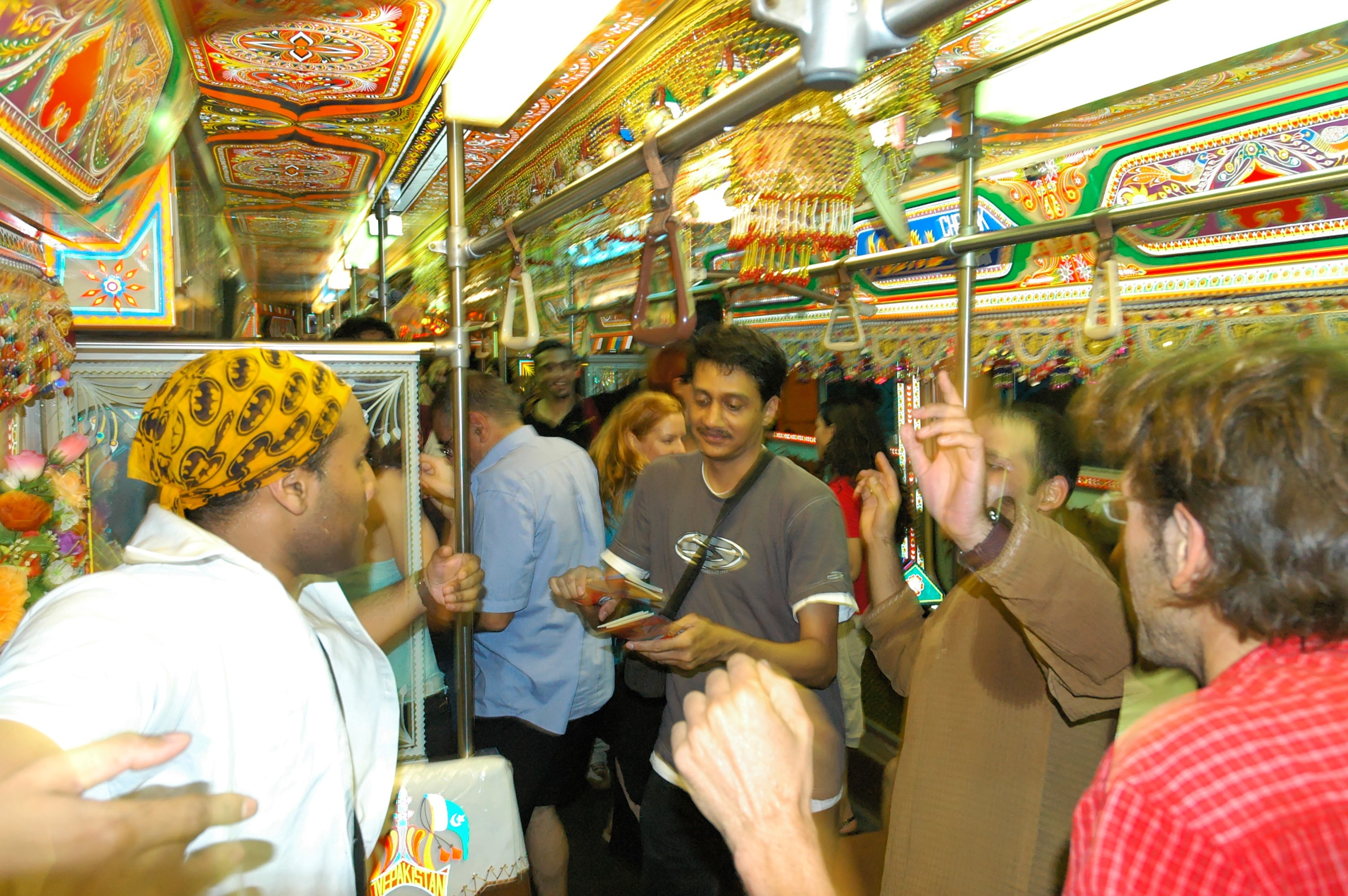
Innenaufnahme der „Karachi-Tram“
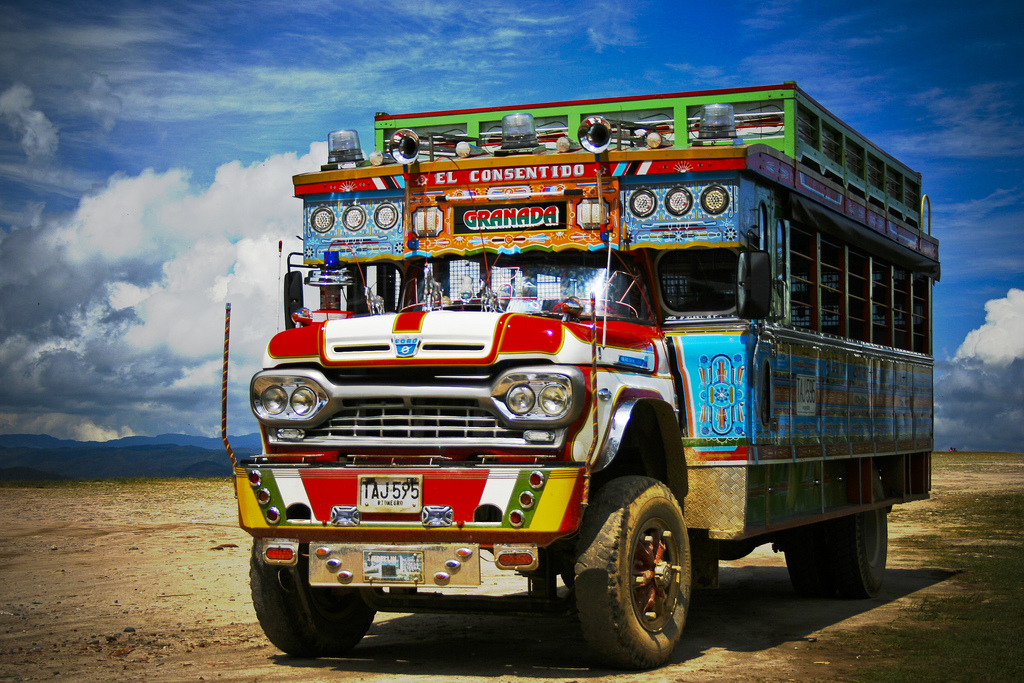
Chiva in Guatapé, Kolumbien

Vor allem pakistanische Künstler gestalten inzwischen auch Lampen, Teekannen, Blechdosen, Koffer oder Schubkarren im Stil der LKW-Bemalung, die von Interessenten in aller Welt gekauft werden.
Bezüge zur südasiatischen Fahrzeugkunst weisen auch die südamerikanischen Chivas auf. Diese Busse werden ebenfalls aufwändig in speziellen Werkstätten mit Malereien verziert. Angeblich wurde die Farbe für diese Fahrzeuge ursprünglich aus Pakistan importiert, woraufhin sich auch die Idee der Bemalung in Südamerika verbreitete.